# Ахмед Авад ибн Ауф
Ахмед Авад Ибн Ауф (араб. أحمد عوض بن عوف‎; род. 1956) — суданский государственный, политический деятель и военный деятель. Первый вице-президент Судана с 23 февраля по 11 апреля 2019 года. Также занимал пост министра обороны Судана (с 23 августа 2015 года по 14 апреля 2019 года).

## Биография
Ауф занимал должность начальника военной разведки, а также председателя Объединённого комитета начальников штабов, прежде чем был освобождён от должности в июне 2010 года в рамках крупной военной перестановки. После службы в армии работал в МИДе. Участвовал в переговорах с Эритреей в 2011 году, был консулом посольства в Египте, с октября 2012 года занимал пост посла Судана в Омане.
Ауф был в списке лиц, на которых в мае 2007 года были наложены санкции со стороны Соединенных Штатов из-за его предполагаемой роли связующего звена между суданским правительством и джанджавидами в войне в Дарфуре.
23 февраля 2019 года Ауф был назначен первым вице-президентом Судана, сменив Бакри Хасана Салеха на этом посту после роспуска правительства президентом Баширом, случившихся в результате массовых протестов.
11 апреля в стране произошёл военный переворот под руководством Ауфа.
12 апреля подал в отставку ради сохранения единства вооружённых сил, назвав своим преемником генерала Абдель Фаттаха Бурхана.